# Фейсалабад (аэропорт)
Международный аэропорт «Фейсалабад» (англ. Faisalabad International Airport) (ИАТА: LYP, ИКАО: OPFA) — международный аэропорт в городе Фейсалабаде в пакистанской провинции Пенджаб.

## История
В 1942 году была построена кирпичная взлётно-посадочная полоса в пригороде Фейсалабада. В 1958 году Пакистанские Международные авиалинии начали выполнять авиаперевозки на рейсах внутри страны. В 1965 году аэропорт подвергся масштабной реконструкции и получил возможность принимать международные рейсы. В 1966-67 гг. было построено новое здание терминала, рассчитанное на 50 пассажиров. В 1972 году были построены новые параллельные взлётно-посадочной полосы, аэропорт получил возможность принимать самолёты класса Boeing. В 1974 году здание терминала было расширено, а в 1986 году терминал уже мог принимать до 150 пассажиров. В 1991 году старая взлётно-посадочная полоса была расширена и укреплена для того, чтобы была возможность принимать самолёты Airbus. В 1993 в терминале могло разместиться уже до 200 пассажиров. В 1998 году были открыты прямые рейсы из Фейсалабада в Саудовскую Аравию, где мусульмане могли совершить хадж. С 2004 года мусульмане могут вылететь на хадж только из Карачи.